# 赫山街道
赫山街道，是中华人民共和国湖南省益阳市赫山区下辖的一个乡镇级行政单位。

## 行政区划
赫山街道下辖以下地区：
洪家村社区、东风岭社区、腰塘社区、台家段社区、梓山社区、罗溪社区、赫山社区、朝阳路社区、梓园社区、团洲社区、毛家塘社区、茂林社区、赫山村和大丰村。